# Valea Soarelui, Olt
Valea Soarelui (anterior, Valea lui Soare) este un sat în comuna Redea din județul Olt, Oltenia, România.